# Halictus concinnus
Halictus concinnus là một loài Hymenoptera trong họ Halictidae. Loài này được Brullé mô tả khoa học năm 1840.

## Hình ảnh

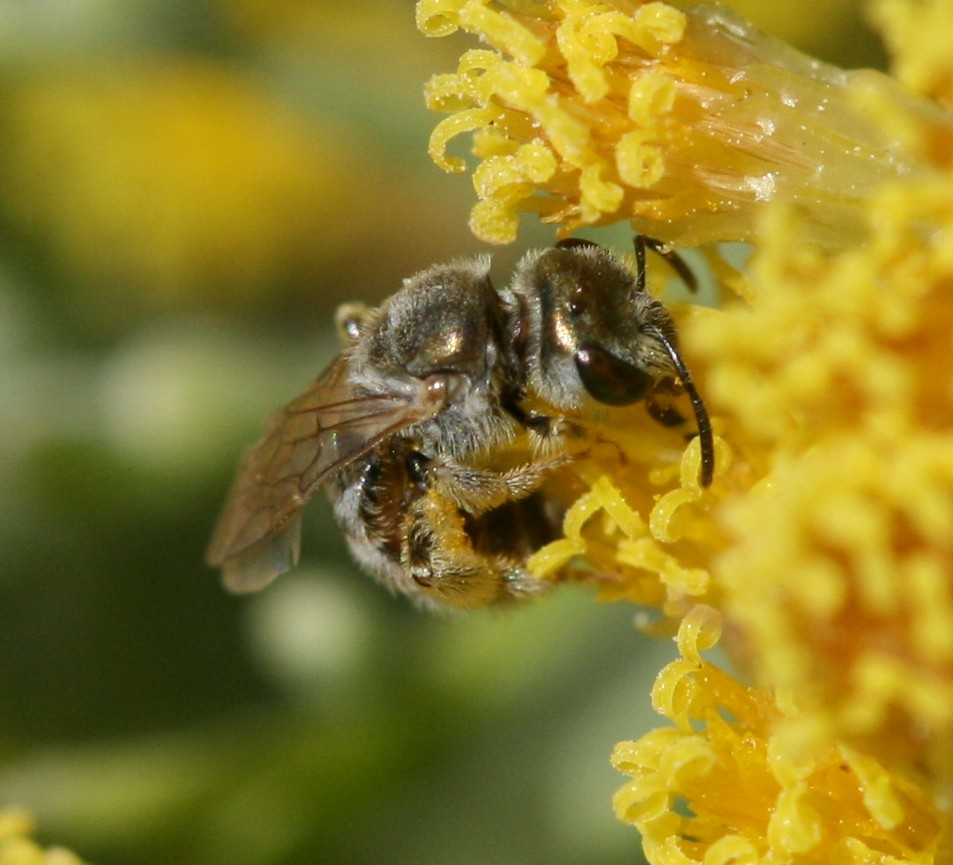